# 도리언 일렉트라
도리언 일렉트라(Dorian Electra, 1992년 6월 25일 ~ )는 미국의 싱어송라이터이다.

## 음반 목록
- Flamboyant (2019)
- My Agenda (2020)